# 14 Уол Стрийт
14 Уол Стрийт (на английски: 14 Wall Street) е 37-етажен, 164 метров небостъргач, намиращ се в град Ню Йорк, САЩ. Оригиналното му име е „Банкърс Тръст Къмпани Билдинг“ (на английски: Bankers Trust Company Building). Стъпаловидната пирамида в горната част на сградата е отличителна част от силуета на сградата, вдъхновена от Мавзолея в Халикарнас, и става лого на банковия тръст, който продава зданието през 1937 г.
Намира се от другата страна на Уол Стрийт от Нюйоркската фондова борса.
Проектиран е от архитектурното ателие „Троубридж и Ливингстън“. Строежът е завършен през 1912. Конструкцията е от стомана.
Сградата е определена за забележителност на Ню Йорк на 14 януари 1997 г.